# بازگل بدخشی
بازگل بدخشی (زادهٔ ۱۹۰۲ بدخشان - درگذشت ۲۹ مارس ۲۰۰۹ بدخشان) خواننده و نوازندهٔ رادیو و تلویزیون ملی افغانستان بود.

## زندگی‌نامه
در کودکی در میان دره‌های سبز ولایت بدخشان به چوپانی می‌پرداخت و در همین‌جا بود که به خوانندگی علاقه پیدا کرد. بنا بر گفتهٔ خودش در مصاحبه‌ای رادیویی زمانی که ۳۰ ساله بوده در مهمانی والی وقت بدخشان برای نخست‌وزیر شاه محمود خان و مسئولان دولتی، هنرنمایی نموده است. این هنرنمایی بسیار مورد توجه نخست‌وزیر قرار گرفت و به آدینه نام بازگل را داد. بازگل در سال ۱۹۵۷ سربازی اش را در ارگ شاهی افغانستان گذراند. جایی که با خواندن آوازهای فلکوریک دوستان و بزرگان را سرگرم می‌کرد و از همین رو در میان قطعه گارد به آوازخوان بدخشی مشهور شد. در همین زمان بود که به همکاری با استاد یعقوب قاسمی و استاد خیال پرداخت و به رادیو افغانستان پا گذاشت. نخستین آهنگش را در رادیو افغانستان ضبط کرد. این آغازی بود بر دورهٔ طولانی درخشش بازگل و شهرتش.

## فعالیت‌ها
برای فرهنگیان پراهمیت اینست که او کمپوز‌ها، اشعار، رباعی و آهنگ‌های فرهنگ کهن بدخشان را دست ناخورده و مخلوط ناشده در دسترس تاریخ و هنر موسیقی افغانستان قرار داده است. باز گل خود سواد نداشت، اشعار می‌سرود، کمپوز می‌ساخت، قیچک می‌نواخت و آواز می‌خواند. مهم‌ترین مهارتش این بود که اشعار داستانی را در قالب موسیقی می‌سرایید. خواندن عرب بچه و مغول دختر او هنوز در گوش مردم طنین می‌نوازد. باز گل افزون بر ترانه‌های شاد و آهنگ‌های عاشقانه، سروده‌هایی که به نام «فلک» یاد می‌شوند و نمایانگر قدیمی‌ترین نوع موسیقی توأم با رباعیات عارفانه را نیز بسیار زیبا می‌سرود. او نخستین معرفی‌کنندهٔ موسیقی فلک در افغانستان است که نسل‌های آینده در موردش تحقیق خواهند نمودند. توانایی دیگر باز گل بدخشی که به شهرت نیکوی او افزود، ارائهٔ آهنگ‌ها به شکل تمثیلی و چند آوازیی بود. در افغانستان باز گل بدخشی را مؤسس سبک مخصوصی به نام «ساز قطغن زمین» یا آهنگ‌های بدخشی می‌دانند. هنرمندان محلی بدخشان مانند اکبر فیض آبادی و یاسین فیض‌آبادی سالیان دراز باز گل را در خم و پیچ‌های سفرهای هنری همراهی می‌نمودند. از هنرمندانی که بیشتر به خاطر نزدیکی ذوق با بازگل بدخشی همنشینی داشتند، می‌توان از خانجان بارکی و فیض محمد منگل زیر بغلی نواز نام برد. کمپوز تمامی آهنگ‌های که باز گل سروده است از خود اوست.

## آهنگ‌های مشهور
- ای شوخ سر زلف تو را تاب کی داده
- خوش آمدی ای یار وفا دارم ای